# Berkheya glabrata
Berkheya glabrata là một loài thực vật có hoa trong họ Cúc. Loài này được (Thunb.) Fourc. mô tả khoa học đầu tiên năm 1941.